# Melosaurinae
 (février 2020).
Si vous disposez d'ouvrages ou d'articles de référence ou si vous connaissez des sites web de qualité traitant du thème abordé ici, merci de compléter l'article en donnant les références utiles à sa vérifiabilité et en les liant à la section « Notes et références ».
Sous-famille
Les Melosaurinae (Mélosaurinés en français) sont une sous-famille éteinte d'amphibiens de la famille des Archegosauridae (ordre des Temnospondyli).

## Systématique
La sous-famille des Melosaurinae a été créée en 1885 par le géologue et paléontologue tchèque Antonn Jan Frič (1832-1913) initialement comme étant une famille à part entière

## Répartition géographique
Les restes fossiles de mélosauridés ne sont connus qu'en Russie.

## Datation
Cette famille a vécu durant le Wordien, étage du Permien, datant d'il y a environ entre 269 et 265 Ma (millions d'années).

## Liste des genres
- Koinia Gubin, 1993
- Melosaurus Meyer, 1857
- Konzhukovia Gubin, 1991
- Tryphosuchus Konjukova, 1955
- Uralosuchus Gubin, 1993

## Galerie

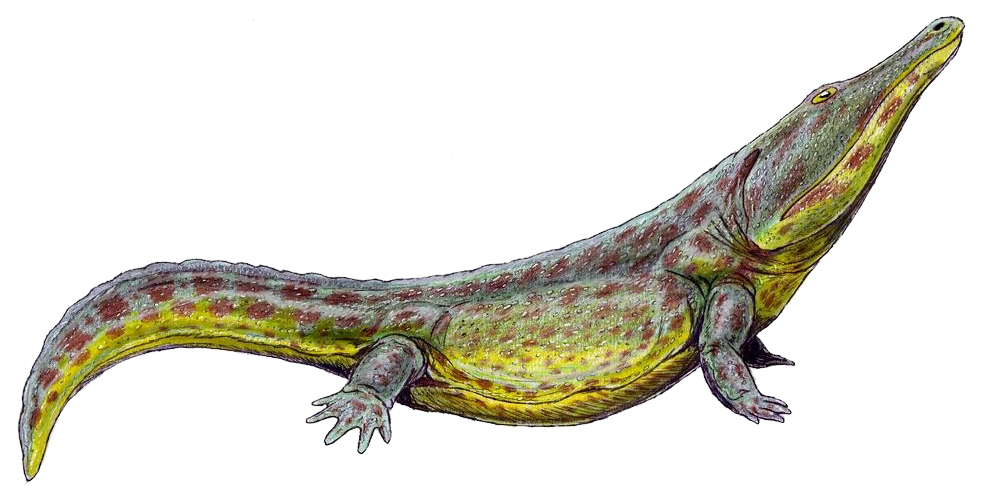
Konzhukovia.
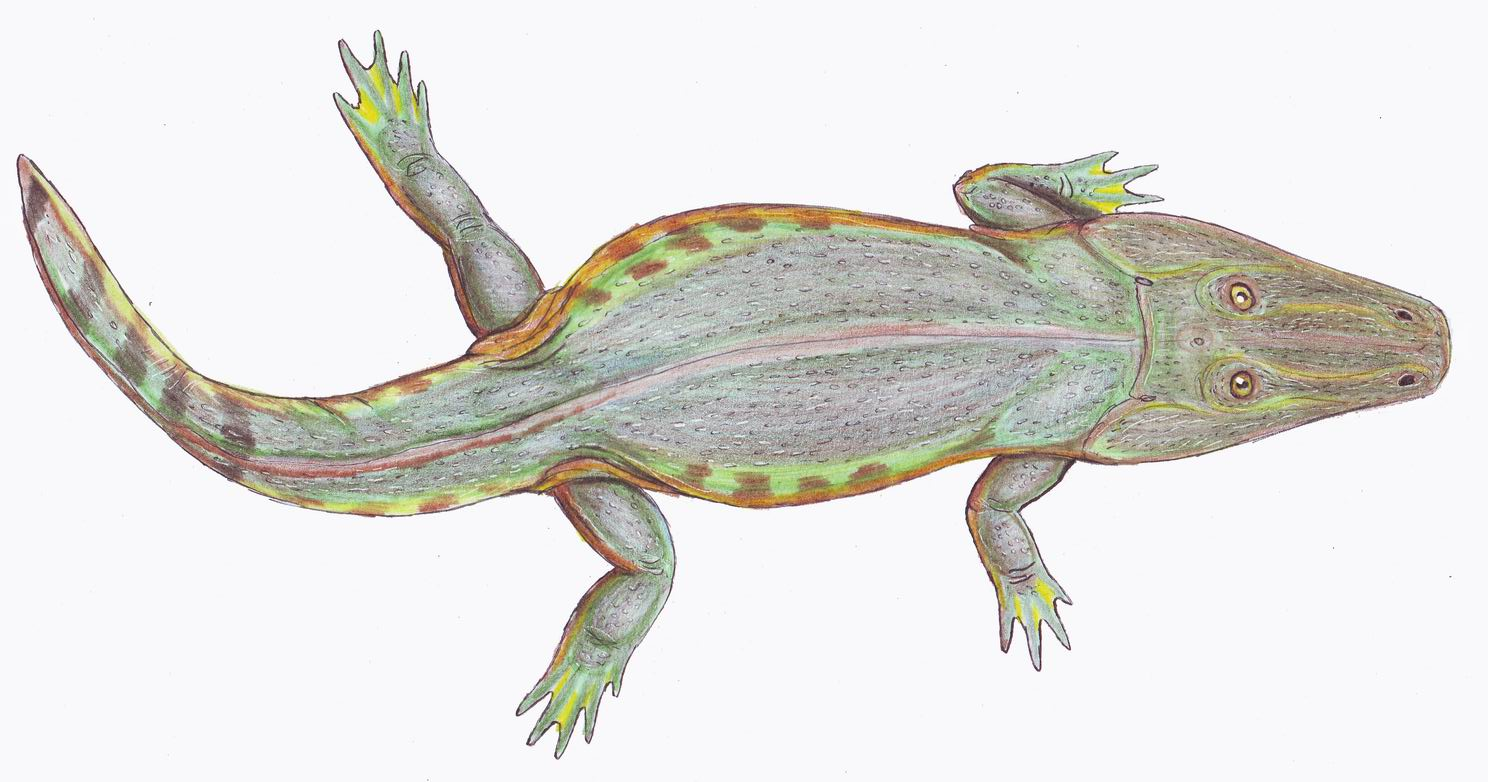
Tryphosuchus.

## Étymologie
Le nom de la sous-famille, Melosaurinae, reprend l'étymologie du genre Melosaurus, et dérive du grec ancien μέλας, mélas, « noir », et σαῦρος, saûros, « lézard », soit « lézard noir ».

## Publication originale
- Ant. Fritsch, Fauna der Gaskohle und der Kalksteine der Permformation Böhmens - Zweiter Band - Stegocephali (Schluss) - Dipnoi, Selachii (Anfang) (œuvre écrite), 1889, [lire en ligne].